# 老锅站
老锅站是一个锦承线上的铁路车站，位于辽宁省凌源市刘杖子乡，建于1935年，目前为四等站，邮政编码为122526。目前客运：办理旅客乘降；行李、包裹托运；货运：办理整车货物发到。